# Day of the Tentacle
Maniac Mansion: Day of the Tentacle (zjednodušeně Day of the Tentacle nebo ve zkratce DoTT) je počítačová hra žánru adventure typu point and click, vydaná v roce 1993 firmou LucasArts. V pořadí osmá adventura od LucasArts využívající engine SCUMM.
Děj volně navazuje na hru Maniac Mansion ze které zde figuruje, kromě jiných NPC postav, Bernard Bernoulli. Hra zachovává ovládání 3 postav s přepínáním mezi nimi dle potřeby. Ve hře lze také narazit na Easter egg, kdy je možné si přímo ze hry spustit první díl - Maniac Mansion.

## Příběh
5 let po událostech v Maniac Mansion se obě chapadla (anglicky Tentacle) potulují po zahrádce vily Dr. Freda. Fialové (purple tentacle) se napije toxické vody, vytékající z laboratoře Dr. Freda a zmutuje. Poté, co mu narostou dvě paže, se rozhodne, že teď může ovládnout svět. Dr. Fred jej odchytne a obě chapadla zadrží. Hodné, zelené chapadlo (green tentacle) napíše dopis starému příteli Bernardovi.
Bernard se vydává s přáteli - studentkou Laverne a rockerem Hoogiem do vily Dr. Freda, kde obě chapadla najde a osvobodí. Fialové chapadlo pak oznámí své plány na ovládnutí světa a odhopsá. Dr. Fred dostane nápad jak této situaci předejít - poslat všechny 3 (Bernarda, Laverne a Hoogieho) jeden den zpět, aby uzavřeli ventil vypouštějící toxickou vodu a zabránili mutaci fialového chapadla.
Protože Dr. Fred použije ve svém stroji času špatný diamant, je Hoogie poslán 200 let do minulosti (doba vzniku ústavy U.S.A) a Laverne 200 let do budoucnosti (kdy svět ovládají chapadla). Společnými, mezičasovými silami pak musí zvrátit celou situaci do původního stavu.

## Provedení hry
Jednotlivé postavy jsou na sobě přímo závislé. Není tedy možné, stejně jako u Maniac Mansion, hru dohrát pouze s jednou postavou. Navzájem si musí pomáhat a to i se skutečností, že je od sebe dělí vždy 200 let.
Příklad: Laverne v budoucnosti uvízla se svou budkou na cestování v čase na mohutném stromě. Hoogie tak musí zajistit, aby malý stromek v jeho době (podpis ústavy USA) nemohl dále takto narůst. Jak jinak to udělat než aby třešeň pokácel George Washington.